# Gai Furi (almirall)
Gai Furi (en llatí Caius Furius) va ser un almirall romà del segle ii aC. Formava part de la gens Fúria.
Va ser duumvir navalis l'any 178 aC durant la guerra contra els istris. Tenia el comandament de deu naus per protegir la costa fins a Aquileia. L'any 170 aC va ser nomenat legat i va estar estacionat a l'illa d'Issa amb dos vaixells que eren dels mateixos illencs. Davant del perill de què el rei Gentius d'Il·líria comencés les hostilitats li van ser enviats per part del senat vuit vaixells més des de Brundusium.